# Pacuvius (Legat)
Pacuvius war ein Legionskommandant (Legatus) der Legio VI Ferrata im Jahr 19 n. Chr., den der Geschichtsschreiber Tacitus in seinem Werk Annales nennt.
Als nach dem Tod des Germanicus Auseinandersetzungen zwischen dessen angeblichem Mörder, dem bisherigen syrischen Statthalter Gnaeus Calpurnius Piso, und dessen designiertem Nachfolger Gnaeus Sentius Saturninus ausbrachen, sorgte er dafür, dass sich seine Legion der Übernahme der Statthalterschaft durch Saturninus nicht widersetzte. Piso versuchte zwar, durch einen gewissen Domitius Celer die Legion für sich zu gewinnen, aber Pacuvius kam ihm zuvor und stellte sicher, dass die Truppe sich dem von Rom entsandten neuen Statthalter nicht widersetzte.
Vermutlich ist dieser Pacuvius identisch mit einem Mann dieses Namens, den Seneca in einem seiner Briefe erwähnt: „Pacuvius, der Syrien durch langen Missbrauch zu seinem Eigentum gemacht hatte, ließ sich, wenn er beim Zechgelage und bei üppigem Schmaus sich selbst gleichsam das Todesopfer gebracht hatte, von der Tafel in das Schlafgemach tragen, während unter dem Geklatsche der Genossen seiner Gelüste zur Musik gesungen ward: ‚Es ist ausgelebt, ausgelebt!‘ Und jeden Tag begrub er sich so.“ Vermutlich hatte Pacuvius als Legionskommandant während der Abwesenheit des Statthalters zwischenzeitig die Verwaltung der Provinz übernommen.